# Manoïdeus
Els manoïdeus (Manoidea) són una superfamília de pangolins. Aparegueren a l'Eocè mitjà, fa uns 48,6 milions d'anys. Es diferencien de la resta de pangolins per una trentena curta de sinapomorfies de l'esquelet. Bona part de les sinapomorfies postcranials són adaptacions a un estil de vida excavador, com ara fissures en les falanges unguals i la fusió dels ossos escafoides i els semilunars. Els manoïdeus vivents es troben a Àfrica i Àsia, però els seus parents extints també vivien a Europa, incloent-hi el territori que avui en dia és Catalunya.